# Morten Finstad
Morten Finstad (24. svibnja 1967.) je bio norveški hokejaš na ledu.
U karijeri je igrao za hokejaški klub "Stjernen Hockey", čija je igračka legenda. Za njega je skupio 310 nastupa.